# 景安駅 (咸鏡南道)
景安駅（キョンアンえき）は、朝鮮民主主義人民共和国咸鏡南道北青郡に位置する朝鮮民主主義人民共和国鉄道省平羅線の駅である。

## 歴史
- 1927年12月1日：新昌駅として開業[1]。
- 日時不明：平羅線に編入。
- 日時不明：景安駅に改称。